# Громыко, Виктор Александрович
Виктор Александрович Громыко (бел. Віктар Аляксандравіч Грамыка; 1 января 1923, деревня Сеньково, Могилёвский район, Могилёвская область, БССР, СССР — 10 июля 2019) — белорусский художник. Почётный член Национальной академии наук Беларуси (2000), профессор (1981). Заслуженный деятель искусств Белорусской ССР (1970). Народный художник Белорусской ССР (1991). Участник Великой Отечественной войны.

## Биография
Виктор Громыко родился 1 января 1923 года в деревне Сеньково Могилёвского района. Детство прошло в посёлке Смольяны. Перед войной, 21 июня 1941 года, окончил неполную среднюю школу (7 классов). Во время войны был в партизанской группе Константина Заслонова, позднее в Смоленском партизанском полку.
Учился в Витебском художественном училище. В 1951 году окончил Минское художественное училище, в 1959 году — Белорусский государственный театрально-художественный институт (ныне Белорусская академия искусств). В 1959—1997 годах был преподавателем в Белорусской академии искусств. С 1977 по 1982 годы являлся председателем правления Союза художников БССР.
Умер 10 июля 2019 года. Прощание состоялось 11 июля в здании Института истории Национальной академии наук Беларуси. Похоронен на Восточном кладбище Минска.

## Творчество
Работал в станковой живописи в жанрах картины, пейзажа, портрета. Одна из главных тем художника — Великая Отечественная война. Произведения художника находятся в Национальном художественном музее Республики Беларусь, Музее современного изобразительного искусства в Минске, Могилёвском областном художественном музее им. П. Масленникова, Третьяковской галерее в Москве.

## Избранные работы
- «Солдаты» (1967)
- «1941 год. Над Припятью» (1970)
- «Женщинам Великой Отечественной посвящается» (1972)
- «Песня о моем отряде» (1978)
- «Яблоки урожая 1941 года» (1987)
- портрет Я. Брыля (1968)
- портрет А. Ф. Юрьева (1982)
- портрет В. Быкова (1984)
- «Льны белорусские» (1970)
- «Июль пахнет травами» (1990)
- «Над старыми окопами — тишина» (1995)

## Награды
- Орден Отечества (Белоруссия) III степени (2003)
- Орден Франциска Скорины (2013)
- Медаль Франциска Скорины (1996)
- Орден Отечественной войны I степени
- Орден Красной Звезды
- Орден «Знак Почёта»
- Медаль «За отвагу»
- Медаль «Партизану Отечественной войны» I степени
- Золотая медаль ВДНХ
- Серебряная медаль Грекова
- Международная премия имени М. А. Шолохова в области литературы и искусства (2010)
- Почётная грамота Верховного Совета Республики Беларусь (1992)[6]